# Superdivision du Burkina Faso
Superdivision jest najwyższą klasą rozgrywek piłkarskich w Burkinie Faso. Liga została założona w 1961.

## Kluby w sezonie 2011
- AS Kouritenga[1]
- AS Maya Bobo-Dioulasso
- SONABEL Wagadugu
- ASFA Yennega Wagadugu
- Bobo-Dioulasso Sport
- Bouloumpoukou Koudougou
- Étoile Filante Wagadugu
- Racing Bobo-Dioulasso
- Sanmatenga Kaya
- Sourou Sport Tougan
- US Comoé Banfora
- US Ouagadougou
- USFA Wagadugu
- US Yatenga Ouahigouya

## Mistrzowie
| - 1961: ASF Bobo-Dioulasso - 1962: Étoile Filante Wagadugu - 1963: USFR Abidjan-Niger - 1964: USFR Abidjan-Niger - 1965: Étoile Filante Wagadugu - 1966: ASF Bobo-Dioulasso - 1967: Union Sportive Wagadugu - 1968: USFR Abidjan-Niger - 1969: USFA Wagadugu - 1970: USFA Wagadugu - 1971: USFA Wagadugu - 1972: Racing Bobo-Dioulasso - 1973: Jeanne d'Arc Wagadugu - 1974: Silures Bobo-Dioulasso - 1975: Silures Bobo-Dioulasso - 1976: Silures Bobo-Dioulasso - 1977: Silures Bobo-Dioulasso - 1978: Silures Bobo-Dioulasso - 1979: Silures Bobo-Dioulasso - 1980: Silures Bobo-Dioulasso - 1983: Union Sportive Wagadugu - 1984: USFA Wagadugu - 1985: Étoile Filante Wagadugu - 1986: Étoile Filante Wagadugu - 1987: USFA Wagadugu |  | - 1988: Étoile Filante Wagadugu - 1989: ASFA Yennega Wagadugu - 1990: Étoile Filante Wagadugu - 1991: Étoile Filante Wagadugu - 1992: Étoile Filante Wagadugu - 1993: Étoile Filante Wagadugu - 1994: Étoile Filante Wagadugu - 1995: ASFA Yennega Wagadugu - 1996: Racing Bobo-Dioulasso - 1997: Racing Bobo-Dioulasso - 1998: USFA Wagadugu - 1999: ASFA Yennega Wagadugu - 2000: USFA Wagadugu - 2001: Étoile Filante Wagadugu - 2002: ASFA Yennega Wagadugu - 2003: ASFA Yennega Wagadugu - 2004: ASFA Yennega Wagadugu - 2005: RC Kadiogo Wagadugu - 2006: ASFA Yennega Wagadugu - 2007: Commune Wagadugu - 2008: Étoile Filante Wagadugu - 2009: ASFA Yennega Wagadugu - 2010: ASFA Yennega Wagadugu - 2011: ASFA Yennega Wagadugu - 2011-12: ASFA Yennenga |  | - 2013: ASFA Yennenga - 2013-14: Étoile Filante - 2014-15: RC Bobo - 2015-16: RC Kadiogo - 2016-17: RC Kadiogo - 2017–18: ASF Bobo - 2018–19: Rahimo FC - 2019–20: Cancelled - 2020–21: AS SONABEL - 2021–22: RC Kadiogo |

## Liczba tytułów
| Klub                                           | Miasto         | Liczba tytułów | Ostatni tytuł |
| ---------------------------------------------- | -------------- | -------------- | ------------- |
| Étoile Filante Wagadugu                        | Wagadugu       | 12             | 2008          |
| ASFA Yennega Wagadugu (włączając Jeanne d'Arc) | Wagadugu       | 11             | 2011          |
| Silures Bobo-Dioulasso                         | Bobo-Dioulasso | 7              | 1980          |
| USFA Wagadugu                                  | Wagadugu       | 7              | 2000          |
| Racing Bobo-Dioulasso                          | Bobo-Dioulasso | 3              | 1997          |
| USFR Abidjan-Niger                             | Wagadugu       | 3              | 1968          |
| ASF Bobo-Dioulasso                             | Bobo-Dioulasso | 2              | 1966          |
| Union Sportive Wagadugu                        | Wagadugu       | 2              | 1983          |
| Commune Wagadugu                               | Wagadugu       | 1              | 2007          |
| RC Kadiogo Wagadugu                            | Wagadugu       | 1              | 2005          |

## Najlepsi strzelcy
| Sezon | Król strzelców               | Klub                                          | Gole |
| 2008  | Abdramane Diarra             | Étoile Filante Wagadugu                       | 16   |
| 2009  | Ocansey Mandela Eric Soulama | ASFA Yennega Wagadugu Étoile Filante Wagadugu | 13   |